# Panthea
Panthea es una película muda estadounidense de drama del año 1917 dirigida por Allan Dwan y protagonizanda por Norma Talmadge. Esta fue la primera película que Talmadge hizo después de dejar la compañía de D.W. Griffith para formar su propia compañía de producción con Joseph M. Schenck. Se cree que es una película perdida. Fue exhibida por última vez en Venecia, en 1958.

## Reparto
- Norma Talmadge como Panthea Romoff
- Earle Foxe como Gerald Mordaunt
- L. Rogers Lytton como el Barón de Duisitor
- George Fawcett como Prefecto de Policía
- Murdock MacQuarrie como Agente Policial
- Erich von Stroheim como Teniente
- Norbert Wicki como Ivan Romoff
- William L. Abingdon como Sir Henry Mordaunt
- Winifred Harris como la madre de Gerard
- Eileen Percy como la hermana de Gerard (acreditada cuando Elaine Persey)
- Stafford Windsor como Percival
- Richard Rosson como Pablo Centeno
- Frank Currier como Dr. Von Reichstadt
- Herbert Barry
- Jack Meredith

## Producción
La película fue rodada en el antiguo estudio Biograph en Nueva York.

## Lanzamiento
Panthea se estrenó en los cines de EE. UU. en enero de 1917, y tuvo buen desempeño en taquilla. Talmadge hizo varias apariciones personales para ayudar en la película, a menudo llevando los trajes de la película. Tuvo buenas reseñas; Julian Johnson de Photoplay describió la película como "escenificada con atención tanto a la iluminación artística como al efecto dramático, fiel a la vida incluso en sus momentos más melodramáticos, hormigueante de suspenso, saturada de simpatía".
Selznick Enterprises relanzó Panthea en 1923 con extremadamente negocio bueno. Fue presentada en el Festival Internacional de Cine de Venecia en 1958, pero desde entonces no ha estado disponible, lo que lleva a entender que es una película perdida.